# Ghost in the Shell: SAC Solid State Society
Pour les articles homonymes, voir Ghost in the Shell (homonymie).
Ghost in the Shell: SAC Solid State Society (攻殻機動隊 STAND ALONE COMPLEX Solid State Society, Kōkaku Kidōtai STAND ALONE COMPLEX Solid State Society) est un film d'animation sorti en 2006 au Japon, basé sur la série Ghost in the Shell: Stand Alone Complex, elle-même basée sur le manga de Masamune Shirow Ghost in the Shell.
Il est produit par Production I.G et dirigé par Kenji Kamiyama. Le film a un budget de production de 360 millions de yen (équivalent à 3 millions d'euros).
Afin de le présenter dans sa qualité optimale, la première du film a eu lieu au Japon sur le réseau satellite payant SKY PerfecTV! le 1er septembre 2006. Il a également été diffusé sur le réseau de télévision satellite Animax le 27 mai 2007. 
Le film est sorti en DVD au Japon le 24 novembre 2006 puis distribué aux États-Unis par Bandai Entertainment et Manga Entertainment en édition normale et limitée le 3 juillet 2007. 
La chaine Sci Fi Channel a diffusé le film dans le cadre de son créneau 'Ani-Monday' (Lundi-Animations) le 11 juin 2007, en format large écran. La chaine a également fait le choix de diffuser la version adulte plutôt que la version alternative tout public, en floutant les scènes de nu.[réf. nécessaire]
Solid State Society est sorti en France en DVD en septembre 2007.
Il a été annoncé à l'Anime Expo 2006 se déroulant chaque année en Californie du Sud que Solid State Society ne serait pas la dernière production de la série Stand Alone Complex.

## Synopsis
En 2034, cela fait cinq ans que le major Motoko Kusanagi a quitté la section 9 et travaille à son compte, à la suite des évènements survenus lors de la saison deux de Ghost in the Shell: Stand Alone Complex. Togusa est devenu le leader d'une équipe agrandie, toujours sous la tutelle d'Aramaki.
Cette nouvelle section 9 est confrontée à une série de suicides inexpliqués parmi les membres d'une junte militaire menaçant d'accomplir des actes terroristes dans le pays pour faire obstacle à un projet de loi du premier ministre. Leur enquête révèle bientôt l'implication d'un mystérieux hacker surnommé le Marionnettiste.
Alors que Batou suit une piste, il croise le major qui lui conseille de se tenir à l'écart du Solid State. De son côté, la section 9 découvre bientôt qu'un grand nombre d'enfants auraient été enlevés dans un but inconnu.

## Fiche technique
- Nom : Ghost In The Shell SAC Solid State Society
- Type : film d'animation (anime OAV)
- Année : 2006
- Durée : 105 minutes
- Pays : Japon
- Réalisation : Kenji Kamiyama
- Créateur original : Masamune Shirow
- Voix principales : Atsuko Tanaka, Akio Ōtsuka, Kōichi Yamadera
- Musique : Yōko Kanno
- Animation : Production I.G
- Budget : 360 000 000 yens (3 000 000 euros)

## Personnages
| Personnage                 | Doublage (VO)      |
| -------------------------- | ------------------ |
| 'Major' Motoko Kusanagi    | Atsuko Tanaka      |
| Batou                      | Akio Ōtsuka        |
| Togusa                     | Kōichi Yamadera    |
| Daisuke Aramaki            | Osamu Saka         |
| Ishikawa                   | Yutaka Nakano (en) |
| Saito                      | Tōru Ōkawa         |
| Borma                      | Taro Yamaguchi     |
| Paz                        | Takashi Onozuka    |
| Tachikoma                  | Sakiko Tamagawa    |
| Proto                      | Dai Sugiyama       |
| Azuma                      | Masahiro Ogata     |
| 1er ministre Yoko Kayabuki | Yoshiko Sakakibara |
| Chef Nakamura              | Tesshō Genda       |
| Kubota                     | Taimei Suzuki      |
| Sénateur Munei             | Keisuke Ishida     |
| Colonel Ka Gae-Ru          | Masuo Amada        |
| Ma Shaba                   | Ken Uosaki         |
| Lt. Raj Poot               | Mantaro Iwao       |
| Fille de Togusa            | Nana Yamaguchi     |
| Colonel Tonoda             | Kazuya Tatekabe    |
| Takaaki Koshiki            | Yuya Uchida        |